# Potentnost (farmakologija)
U polju farmakologije, potentnost je mera aktivnosti leka izražena u vidu količine supstance neophodne da se proizvede efekat datog intenziteta. Veoma potentni lek (npr., morfin, alprazolam, hlorpromazin) izaziva veliki respons na niskim koncentracijama, dok nisko potentni lek (ibuprofen, acetilsalicilna kiselina) izaziva mali respons na nikim koncentracijama. Potentnost je proporcionalna afinitetu i efikasnosti.
Afinitet je sposobnost leka da se veže za receptor. Efikasnost je odnos između zauzetosti receptora i sposobnosti iniciranja responsa na molekularnom, ćelijskom, tkivnom ili sistemskom nivou. Respons je jednak efektu (E), koji je zavistan od vezivanja leka, kao i sposobnosti receptora sa vezanim lekom da proizvede respons; tako da je potentnost zavisna od afiniteta i efikasnosti. Agonist (ligand, lek ili hormon) koji se veže za receptor i proizvede respons se obično obeležava sa A ili D. Ispod određene koncentracije agonista ([A]), E je suviše nizak da bi se merio, ali na višim koncentracijama on postaje uočljiv i povišava se sa porastom koncentracije agonista [A], dok na dovoljno visokim koncentracijama on se više ne povećava sa porastom [A]. 
 je maksimalni mogući efekat agonista. Koncentracija A na kojoj je E vrednost na 50% od  se naziva polu-maksimalna efektivna koncentracija i obeležava se sa [A]50, ili . Termin potentnost se odnosi na [A]50 vrednost. Što je niža  vrednost, to je manja koncentracija leka potrebna da bi se proizvelo 50% maksimalnog efekta, i to je veća potentnost.